# Verband der Industriellen Energie- und Kraftwirtschaft
Der Verband der Industriellen Energie- und Kraftwirtschaft (VIK) ist ein deutscher Verband, der die Interessen von Industrie und Gewerbe in der Energiewirtschaft vertritt.
Die etwa 220 Mitgliedsunternehmen sind überwiegend produzierende Betriebe aus energieintensiven Branchen (z. B. Stahlindustrie, Papierindustrie, Zementindustrie, Glasindustrie und Chemieindustrie). Zusammen verbrauchen die Mitglieder rund 80 Prozent des industriellen Stroms in Deutschland.
Der 1947 gegründete Verband hatte bis 2020 seinen Sitz in Essen, eine Hauptgeschäftsstelle in Essen und ein Büro in der Bundeshauptstadt Berlin. Seit 2021 ist der Sitz des Verbands Berlin. Er ist gemäß Lobbyregistergesetz im Lobbyregister unter der Nummer R002055 eingetragen.

## Aktivitäten
Laut Satzung des VIK verfolgt der Verband seinen Zweck, die „allgemeine Förderung einer international wettbewerbsfähigen und gesicherten Energie-, Kraft- und Wasserwirtschaft in den Betrieben der gewerblichen Wirtschaft am Standort Deutschland“, insbesondere durch:
- nationale und internationale Vertretung der gemeinsamen wirtschaftlichen, technischen, rechtlichen und politischen Interessen seiner energieerzeugenden sowie energie- und wasserverbrauchenden Mitgliedsunternehmen gegenüber Politik, Verwaltung, Wissenschaft und Wirtschaft sowie in der Öffentlichkeit
- Stellungnahme zu allen Fragen, welche die Energie-, Kraft- und Wasserwirtschaft und den sie berührenden Umweltschutz betreffen
- Unterstützung der Mitglieder in allen Fragen, welche die Planung und Erbringung technischer Infrastrukturleistungen betreffen
- Mitarbeit in der Normung (siehe auch Standardisierung)
- Sammlung und Austausch von Betriebserfahrungen
- Information der Mitglieder

Über die 100%-Tochter Energieberatung GmbH bietet der VIK Mitgliedern und Nichtmitgliedern zudem energiewirtschaftliche Beratungen an. Die EnB ist zudem als Verlag für die Verbandszeitschrift VIK Mitteilungen und alle anderen kommerziellen Veröffentlichungen des VIK tätig. International ist der Verein im Dachverband IFIEC Europe (International Federation of Industrial Energy Consumers) organisiert. Der Verein führt jährlich eine Fachtagung durch: die VIK-Jahrestagung.
Der Verband engagierte sich gemeinsam mit anderen Verbänden im Austausch mit dem Bundesministerium für Wirtschaft und Energie und Bundeswirtschaftsminister Peter Altmeier bei der Schaffung von Rechtssicherheit für die sogenannten und in der Öffentlichkeit umstrittenen Scheibenpachtmodelle.